# Musculus flexor pollicis longus
Flexor pollicis longus (FPL) är en muskel i handen. Ursprunget är anteriora radius och interossealmembranet, fästet är i tummens distala falang. Den utövar flexion i tummens distala falang och kan även flektera proximala falangen då dess sena löper över dess led. Muskeln innerveras av den anteriora interosseösa förgreningen av medianusnerven. Senan korsar karpaltunneln lateralt eller radialt om fingerflexorernas senor och löper till tummens distala falang. Senan har en egen synovialskida.